# بريزبان واتر
بريزبان واتر كانت مؤسسة تجارية سابقة تابعة لمجلس مدينة بريزبان وهي مؤسسة حكومية محلية ذات سلطة إدارية لمدينة بريزبان في كوينز لاند، التي تقع في استراليا. بريزبان واتر كانت مسؤولة عن توزيع مياه الشرب الشبكية في مدينة بريزبان، وكانت أيضا مسؤولة عن معالجة ونقل المياه السائبة إلى المواقع الحكومية المحلية في مدينة بريزبان، مدينة ايبسويتش، مدينة لوغان، مدينة ريد كليف، مقاطعة باين ريڤرز، ومقاطعة كابوولتشر. أدارت شركة بريزبان شبكة نظام الصرف الصحي ومنشآت المعالجة ذات الصلة.
في الأول من شهر يوليو عام 2010, كانت وظائف شركة بريزبان واتر سابقا موكلة إلى شركة كوينزلاند اوربان للخدمات والسلطة القضائية لحكومة كوينز لاند وكانت الأسهم المالية تعود إلى السلطات الحكومية المحلية التابعة لمدينة بريزبان، ايبسويتش، لوكير ڤالي، سينيك ريم، ومجلس سومرسيت.

## التاريخ
في عام 2008 قام مجلس مدينة بريزبن بنقل ممتلكات والمهام وبعض أعمال معالجة المياه السائبة إلى سلطات المياه الجديدة لمنطقة كوينزلاند وذلك مع الاصلاحات المائية لجنوب شرق المدينة لهيئة تنظيم المياه في مدينة كوينزلاند التي تم إخضاعها لقانون جنوب شرق مدينة كوينزلاند لأعادة هيكلة نظام المياه عام 2007. وفي اواخر عام 2009 قام مجلس مدينة بريزبن - هيئة توزيع المياه بتغير العلامة التجارية الخاص به مؤقتا إلى هيئة خدمات كوينزلاند الحضرية كجزء من نقلة مرحلية إلى المرحلة الأخيرة من الأصلاحات المائية المتعلقة بحكومة المنطقة والتي تتطلب جلسات ادارية محلية لنقل كميات المياه المتبقية والتوزيعات المتعلقة بالصرف الصحي ومجموعة المهام الا اماكن جديدة، حيث كانت عملية النقل خاضعة لقانون هيئة مياه جنوب شرق كوينزلاند قانون إعادة هيكلة التوزيع والتجزئة الصادر عام 2009.

## الروابط الخارجية
- Queensland Urban Utilities website